# 熊紀
熊紀（？—？），字時振，河南南陽府南陽縣人，民籍，明朝政治人物。

## 生平
河南鄉試第五十五名舉人。弘治十五年（1502年）中式壬戌科三甲第七十五名進士。

## 家族
曾祖熊普一；祖父熊秀可；父熊琛，母張氏。